# Пејн Спрингс (Тексас)
Пејн Спрингс (енгл. Payne Springs) град је у америчкој савезној држави Тексас. По попису становништва из 2010. у њему је живело 767 становника.

## Демографија
Према попису становништва из 2010. у граду је живело 767 становника, што је 84 (12,3%) становника више него 2000. године.
| Група             | 2000.       | 2010.       |
| Белци             | 637 (93,3%) | 707 (92,2%) |
| Афроамериканци    | 7 (1,0%)    | 4 (0,5%)    |
| Азијати           | 4 (0,6%)    | 2 (0,3%)    |
| Хиспаноамериканци | 10 (1,5%)   | 32 (4,2%)   |
| Укупно            | 683         | 767         |